# Just for One Day (Heroes)
«Just for One Day (Heroes)» es una canción realizada por el disc jockey y productor francés David Guetta. Fue lanzado como sencillo del álbum recopilatorio, Fuck Me I'm Famous 2003, el 16 de junio de 2003. Incluye el sample del clásico de David Bowie – Heroes, editada en 1977.

## Listado de canciones
| Vinyl, 12", 33 ⅓ RPM |                                                    |          |  |
| N.º                  | Título                                             | Duración |  |
| 1.                   | «Just For One Day (Heroes)» (Extended Version)     | 6:39     |  |
| 2.                   | «Just For One Day (Heroes)» (Dub Version)          | 6:10     |  |
| 3.                   | «Distortion (con Chris Willis)» (Maxi Vocal Remix) | 7:02     |  |

| CD, Single, Promo |                                          |          |  |
| N.º               | Título                                   | Duración |  |
| 1.                | «Just For One Day (Heroes)» (Radio Edit) | 3:00     |  |

## Posicionamiento en listas
| Chart (2003)                              | Mejor posición |
| ----------------------------------------- | -------------- |
| Francia (SNEP)                            | 54             |
| Francia (Club 40)                         | 27             |
| Reino Unido (The Official Charts Company) | 73             |